# Eric Dier
Eric Jeremy Edgar Dier (Cheltenham, Inglaterra, 15 de enero de 1994) es un futbolista británico que juega como defensa o centrocampista en el A. S. Monaco F. C. de la Ligue 1.

## Trayectoria

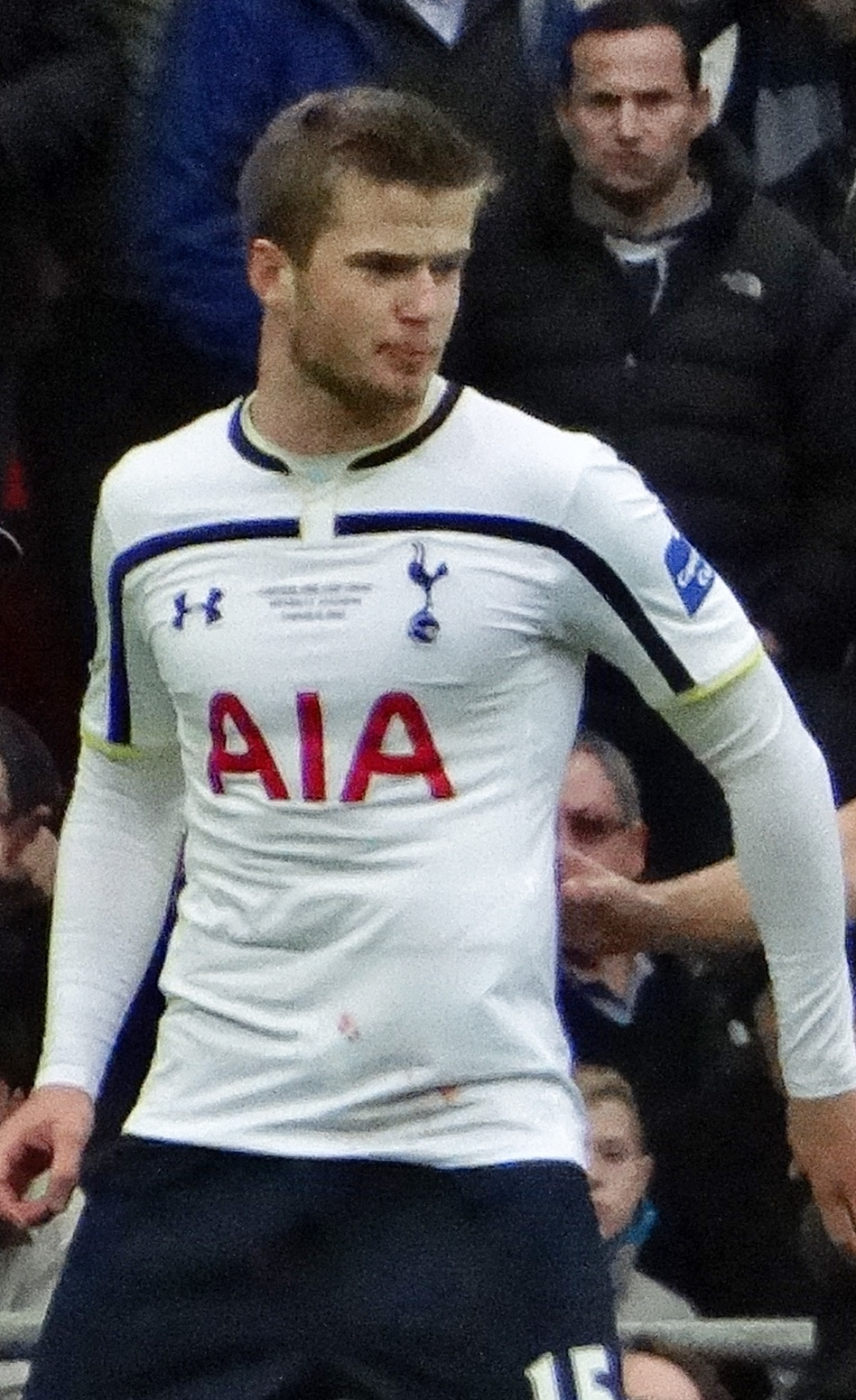
Eric Dier con el Tottenham Hotspur contra el A. S. Monaco.

### Inicios en Portugal
Dier nació en Cheltenham y se mudó desde Inglaterra a Portugal, con apenas siete años, cuando a su madre le ofrecieron un trabajo de servicio de comidas en Portugal para la Eurocopa 2004. Sus habilidades futbolísticas fueron descubiertas mientras iba a la escuela por su profesor de Educación Física Miguel Silva, quien lo recomendó a los cazatalentos del Sporting CP. En 2010, sus padres regresaron a Inglaterra y Dier se quedó en Portugal, viviendo en la academia del Sporting.
Es el nieto de Ted Croker (exsecretario de la Football Association y presidente del Cheltenham Town entre 1987 y 1992) y el sobrino nieto de Peter Croker, ambos también exjugadores profesionales del Charlton Athletic. Su padre, Jeremy, es un extenista profesional.
Dier firmó un contrato profesional con el Sporting en abril de 2010. El equipo portugués se adelantó al Arsenal, al Tottenham, y el equipo que Dier apoyaba desde niño, el Manchester United, a ficharle. Sporting también vendió el 50% de los derechos económicos del jugador a un grupo externo, "Quality Football Ireland Limited". Sporting volvió a comprar a Dier en febrero de 2012 al vender el 50% de los derechos de Filipe Chaby.

### Everton sub-18 (cesión)
En enero de 2011, se unió al Everton a condición de préstamo hasta el 30 de junio. El sitio web del Sporting CP indicó que el préstamo era una "oportunidad para el atleta de crecer en un ambiente más competitivo y exigente". Dier representó al equipo sub-18 de Everton en diez ocasiones durante su tiempo allí y ganó la Liga Premier sub-18 2010-11 con el club. La cesión se amplió una temporada más, aunque no llegó a tener ninguna participación con el primer equipo.

### Sporting CP "B"
El 26 de agosto de 2012, hizo su debut con el Sporting B en la victoria 3-1 como visitantes sobre Atlético en la temporada 2012-13 de la Segunda Liga, ingresando en reemplazo de Diego Rubio en el minuto 77. El 4 de noviembre de ese mismo año, anotó su primer gol como profesional a través de un tiro libre en la victoria como visitante por 3-1 frente al Benfica B.

### Sporting CP
El 11 de noviembre de 2012, fue convocado para jugar para el primer equipo del Sporting en un partido por la Primeira Liga en que su club vencería al S.C. Braga y él asistiría en el único gol del partido. El 26 de noviembre de 2012, anotó su primer gol con el Sporting en el empate 2-2 como visitante ante el Moreirense F. C.
En dos temporadas en el club luso disputó 31 encuentros, la mayoría de ellos como titular y otras dieciséis apariciones con el equipo filial.

### Tottenham Hotspur
El 2 de agosto de 2014 fichó por el Tottenham Hotspur de la Premier League, en una transferencia valorada en 4 millones de libras. El 16 de agosto debutó, con gol en propia incluido en el descuento, en la victoria por 0 a 1 ante el West Ham. El 24 de agosto, en su primer partido en White Hart Lane, marcó un nuevo tanto ante el QPR.
Se consolidó en el equipo titular tanto para jugar como defensa central o de mediocentro defensivo. Su debut en Liga de Campeones se produjo, el 14 de septiembre de 2016, en un partido ante el AS Monaco. Después de nueve años y medio en los que jugó 365 partidos y marcó 13 goles dejó el club.

### Bayern de Múnich
El 11 de enero de 2024 fue cedido con opción de compra al Bayern de Múnich hasta el final de la temporada. Debutó el 24 de enero en una victoria por 1-0 contra el Union Berlin. El 16 de abril de 2025 marcó su primer gol con el club en el empate 2-2 a domicilio contra el Inter de Milán en el partido de vuelta de los cuartos de final de la Liga de Campeones de la UEFA.
El 2 de mayo de 2025 se comunicó que no seguiría en el club una vez expirara su contrato. Jugó un total de 48 partidos, en los que marcó tres goles, y ganó la 1. Bundesliga 2024-25, el primer título de su carrera.

### A. S. Monaco
El 14 de mayo de 2025 fichó por el A. S. Monaco F. C. por tres años a partir del siguiente 1 de julio. Debutó el 16 de agosto en el primer partido de la Ligue 1 y marcó un tanto en el triunfo frente al Le Havre A. C.

## Selección nacional

### Selecciones inferiores

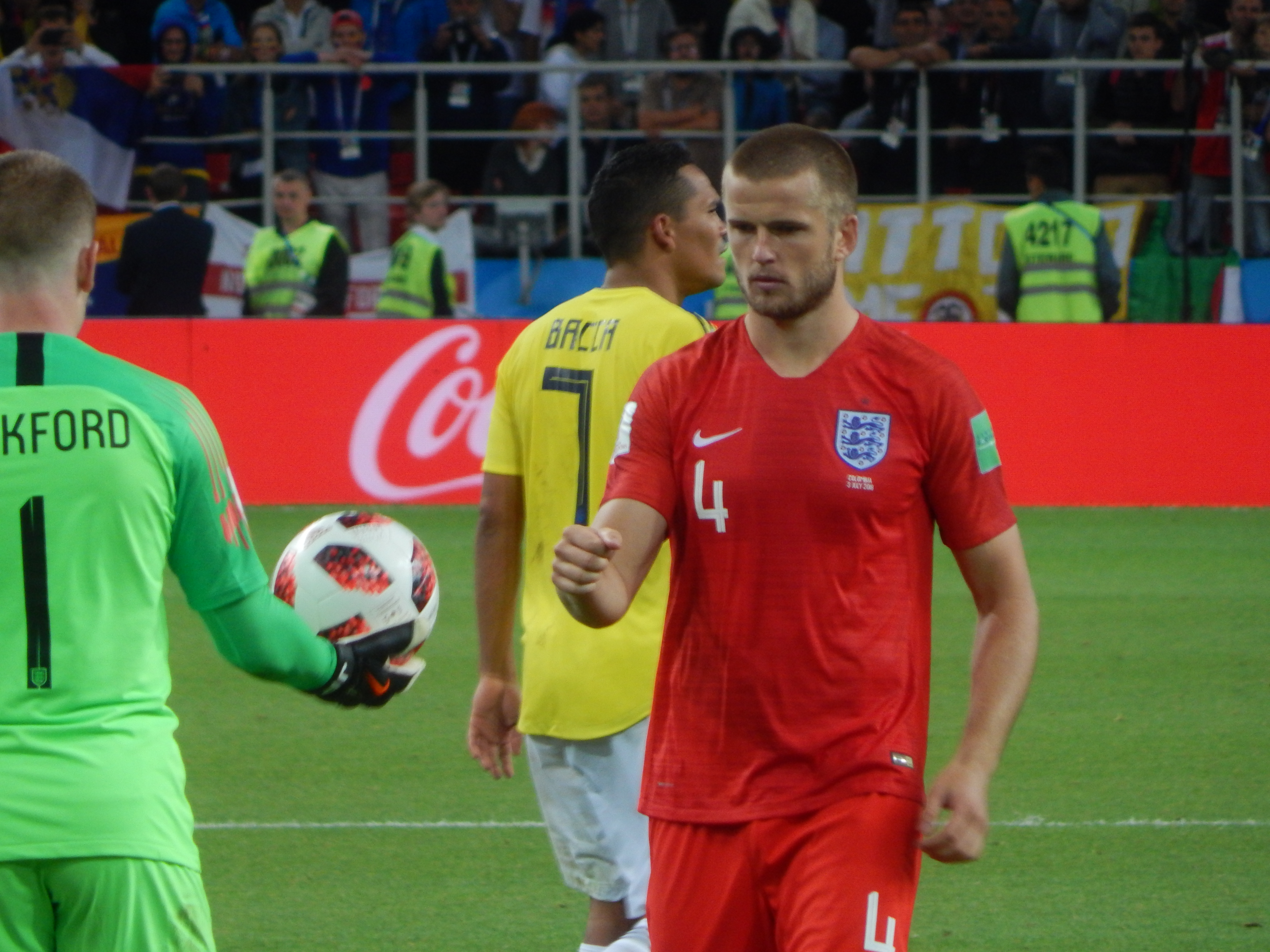
Copa Mundial de Fútbol de 2018, octavos de final

Dier había sido contactado por la Federación Portuguesa de Fútbol para representar a Portugal a nivel internacional en el futuro pero solo lo podía hacer una vez que hubiera cumplido los 18 años. Había sido parte de una importante campaña de promoción para el uniforme de la selección de Inglaterra realizada por los fabricantes de ropa deportiva Umbro, y esta aparición en la campaña hizo que el periódico inglés Daily Mail se preguntase por qué la FA no lo había contactado para que juegue para sus divisiones inferiores. Después de fichar por el Everton, un portavoz de la FA dijo "Nuestra intención es convocarlo a la selección juvenil en las siguientes semanas" refiriéndose a la edición 2011 del campeonato internacional sub-17 del Algarve.
Dier fue convocado por primera vez a la selección sub-18 de Inglaterra en noviembre de 2011 para un partido frente a Eslovaquia. Finalmente jugó los 90 minutos del partido que terminó empatado 1-1. El 28 de mayo de 2013, fue incluido en la lista final de jugadores que representaron a Inglaterra en la Copa Mundial de Fútbol Sub-20 de 2013. Hizo su debut en esta categoría el 16 de junio en la victoria 3-0 en un partido amistoso contra Uruguay. Hizo su debut con la selección sub-21 de Inglaterra, el 13 de agosto de 2013, en la victoria 6-0 sobre Escocia.

### Selección absoluta
El 13 de noviembre de 2015 debutó con la selección absoluta inglesa en un amistoso ante España, en Alicante. En junio de 2016 participó como titular en los cuatro partidos que disputó la selección inglesa en la Eurocopa de Francia. Dier logró un gol de tiro libre, su segundo tanto con los tres leones, en el primer partido ante Rusia disputado el 11 de junio.
El 16 de mayo de 2018 Gareth Southgate lo incluyó en la lista de 23 para participar en la Copa Mundial de Fútbol de 2018. Dier participó en seis de los siete encuentros que disputó su selección durante el torneo, aunque cuatro de ellos lo hizo saliendo desde el banquillo.

### Participaciones en Eurocopas
| Copa          | Sede    | Resultado        | Partidos | Goles |
| ------------- | ------- | ---------------- | -------- | ----- |
| Eurocopa 2016 | Francia | Octavos de final | 4        | 1     |

### Participaciones en Copas del Mundo
| Mundial           | Sede  | Resultado        | Partidos | Goles |
| ----------------- | ----- | ---------------- | -------- | ----- |
| Copa Mundial 2018 | Rusia | Cuarto lugar     | 6        | 0     |
| Copa Mundial 2022 | Catar | Cuartos de final | 2        | 0     |

## Estadísticas

### Clubes
| Club                               | Div.          | Temporada     | Liga  | Liga  | Copas nacionales | Copas nacionales | Copas internacionales | Copas internacionales | Total | Total | Media goleadora |
| Club                               | Div.          | Temporada     | Part. | Goles | Part.            | Goles            | Part.                 | Goles                 | Part. | Goles | Media goleadora |
| ---------------------------------- | ------------- | ------------- | ----- | ----- | ---------------- | ---------------- | --------------------- | --------------------- | ----- | ----- | --------------- |
| Sporting C. P. "B" Portugal        | 2.ª           | 2012-13       | 7     | 2     | —                | —                | —                     | —                     | 7     | 2     | 0.29            |
| Sporting C. P. "B" Portugal        | 2.ª           | 2013-14       | 9     | 0     | —                | —                | —                     | —                     | 9     | 0     | 0               |
| Sporting C. P. "B" Portugal        | Total club    | Total club    | 16    | 2     | 0                | 0                | 0                     | 0                     | 16    | 2     | 0.13            |
| Sporting C. P. Portugal            | 1.ª           | 2012-13       | 14    | 1     | 1                | 0                | 0                     | 0                     | 15    | 1     | 0.07            |
| Sporting C. P. Portugal            | 1.ª           | 2013-14       | 13    | 0     | 3                | 0                | 0                     | 0                     | 16    | 0     | 0               |
| Sporting C. P. Portugal            | Total club    | Total club    | 27    | 1     | 4                | 0                | 0                     | 0                     | 31    | 1     | 0.03            |
| Tottenham Hotspur F. C. Inglaterra | 1.ª           | 2014-15       | 28    | 2     | 4                | 0                | 4                     | 0                     | 36    | 2     | 0.06            |
| Tottenham Hotspur F. C. Inglaterra | 1.ª           | 2015-16       | 37    | 3     | 5                | 1                | 9                     | 0                     | 51    | 4     | 0.08            |
| Tottenham Hotspur F. C. Inglaterra | 1.ª           | 2016-17       | 36    | 2     | 5                | 0                | 7                     | 0                     | 48    | 2     | 0.04            |
| Tottenham Hotspur F. C. Inglaterra | 1.ª           | 2017-18       | 34    | 0     | 6                | 0                | 7                     | 0                     | 47    | 0     | 0               |
| Tottenham Hotspur F. C. Inglaterra | 1.ª           | 2018-19       | 20    | 3     | 2                | 0                | 6                     | 0                     | 28    | 3     | 0.11            |
| Tottenham Hotspur F. C. Inglaterra | 1.ª           | 2019-20       | 19    | 0     | 6                | 0                | 5                     | 0                     | 30    | 0     | 0               |
| Tottenham Hotspur F. C. Inglaterra | 1.ª           | 2020-21       | 28    | 0     | 4                | 0                | 7                     | 0                     | 39    | 0     | 0               |
| Tottenham Hotspur F. C. Inglaterra | 1.ª           | 2021-22       | 35    | 0     | 2                | 0                | 3                     | 0                     | 40    | 0     | 0               |
| Tottenham Hotspur F. C. Inglaterra | 1.ª           | 2022-23       | 33    | 2     | 2                | 0                | 7                     | 0                     | 42    | 2     | 0.05            |
| Tottenham Hotspur F. C. Inglaterra | 1.ª           | 2023-24       | 4     | 0     | 0                | 0                | —                     | —                     | 4     | 0     | 0               |
| Tottenham Hotspur F. C. Inglaterra | Total club    | Total club    | 274   | 12    | 36               | 1                | 55                    | 0                     | 365   | 13    | 0.04            |
| Bayern de Múnich · Alemania        | 1.ª           | 2023-24       | 15    | 0     | ―                | ―                | 5                     | 0                     | 20    | 0     | 0               |
| Bayern de Múnich · Alemania        | 1.ª           | 2024-25       | 21    | 2     | 1                | 0                | 6                     | 1                     | 28    | 3     | 0.11            |
| Bayern de Múnich · Alemania        | Total club    | Total club    | 36    | 2     | 1                | 0                | 11                    | 1                     | 48    | 3     | 0.06            |
| A. S. Monaco F. C. Francia         | 1.ª           | 2025-26       | 1     | 1     | 0                | 0                | 0                     | 0                     | 1     | 1     | 1               |
| A. S. Monaco F. C. Francia         | Total club    | Total club    | 1     | 1     | 0                | 0                | 0                     | 0                     | 1     | 1     | 1               |
| Total carrera                      | Total carrera | Total carrera | 354   | 18    | 41               | 1                | 66                    | 1                     | 461   | 20    | 0.04            |

## Palmarés

### Títulos nacionales
| Título        | Club             | País     | Año  |
| ------------- | ---------------- | -------- | ---- |
| 1. Bundesliga | Bayern de Múnich | Alemania | 2025 |